# Love Is a Long Road
«Love Is a Long Road» es una canción escrita por el artista estadounidense Tom Petty y publicada en su primer álbum en solitario, Full Moon Fever, de 1989. Aunque fue lanzado como la Cara B de Free Fallin en Reino Unido, y no como sencillo, recibió notable difusión en la radio. En los Estados Unidos alcanzó el puesto número 7 en la lista Album Rock Tracks de Billboard.

## Creación
La canción fue coescrita por el guitarrista Mike Campbell, quien se inspiró en una motocicleta que poseía. El músico dijo: "Realmente estaba en ese estado de ánimo. Se siente como una motocicleta cambiando de marcha". Love Is a Long Road aparece en el doble álbum recopilatorio Anthology: Through the Years de 2000, así como en Playback, de 1995.

## Recepción de la crítica
El sitio AllMusic la describió como otra canción de Petty sobre un desamor, alabando su versión simplificada de otros clásicos del rock como Baba O'Riley o Won't Get Fooled Again, ambas de The Who. La revista Rolling Stone la clasificó en el puesto 38 en una lista de las 50 mejores canciones de Petty.

## Uso mediático
Tres décadas después de su lanzamiento, en diciembre de 2023, la canción copó comentarios en Internet al usarse en el primer tráiler del videojuego Grand Theft Auto VI, de Rockstar Games. Su difusión llevó a un aumento importante en las búsquedas y transmisiones en Spotify.

## Personal
- Tom Petty - voz principal y coros, guitarras.
- Mike Campbell - guitarras eléctricas y mandolina.
- Jeff Lynne - bajo, guitarras, sintetizador, coros y palmas.
- Phil Jones - batería y caja de ritmos.
- Jim Keltner - batería, maracas y pandereta.
- Howie Epstein - coros.

## Posición en listas
| Listas (1989)                                  | Posición más alta |
| ---------------------------------------------- | ----------------- |
| Estados Unidos (Album Rock Tracks - Billboard) | 7                 |

| Listas (2023)                                        | Posición más alta |
| ---------------------------------------------------- | ----------------- |
| Estados Unidos (Rock Digital Song Sales - Billboard) | 7                 |